# Quercus liebmannii
Quercus liebmannii — вид рослин з родини букових (Fagaceae), ендемік Мексики.

## Опис
Дерево листопадне, до 10 метрів заввишки. Кора темна, тріщинувата. Пагони стрункі, без волосся, дещо рожевуваті, з численними блідими сочевичками. Листки шкірясті, від зворотно-яйцюватих до зворотноланцетних, іноді еліптичні, 9–25 × 4–16 см; верхівка округла або тупа; основа звужена, округла або іноді серцеподібна; молоде листя рожевувато-жовто-вовнисте; зрілі листки зверху зелені, блискучі, голі або з деякими зірчастими волосками вздовж середньої жилки та біля основи, а знизу зі стійким, щільним, білуватим волосяним покривом; край не загнутий, хвилястий, зубчастий; ніжка листка ± гола, завдовжки 4–15 мм. Жолуді поодиноко або скупчені на ніжці 2–8 см, яйцюваті, завдовжки 15–30 мм; чашечка з сірувато-запушеними лусочками, укриває 1/3 горіха; стиглі у перший рік.

## Середовище проживання
Ендемік Мексики (Оахака, Пуебла, Герреро); росте на висотах від 1000 до 2500 метрів. Зростає в помірному й напіввологому кліматі. Полюбляє сезонно сухі змішані дубово-соснові ліси.

## Використання
Високо цінується як джерело дров у регіоні.